# LMC N49
N49或LMC N49PKS 0525-66、PKS B0525-661、PKS J0525-6604、SNR J052559-660453，是大麥哲倫星系中最明亮的超新星遗迹，距離地球約16萬光年，約5000年前形成。

## 概要
钱德拉X射线天文台最新拍攝的N49影像顯示有一個子彈型狀的物體以每小時五百萬英里的速度從一個明亮的X射線和伽马射线點源射出。這可能是一顆擁有極強磁場的中子星，被稱為軟伽瑪射線復發源。1979年3月5日在N49內發現極強烈的伽瑪射線爆發。